# 二間穴
二間穴是属于手陽明大腸經的腧穴，是大腸經的滎穴。

## 釋名
二，第二；間，間隙、指穴，此為大腸經的第二穴。

## 定位
握拳，當食指撓側第2掌指關節前凹陷處。有指屈淺肌腱、指屈深肌腱。橈動脈的指背動脈、指背靜脈、掌側動脈、掌側靜脈。布有橈神經的指背側固有神經、正中神經的指掌側固有神經。

## 主治
為大腸經的滎穴，有清熱消種作用，可治目昏、鼻衂、齒痛、口喎、咽喉腫痛、熱病。配合谷、少商治喉痹，配迎香、風府治鼻衂。

## 操作
- 直刺0.2～0.4寸；可灸。[1]
- 直刺0.2～0.3寸。[3]
- 針0.2～0.3寸；灸2～3壯。[2]